# LitPol Link
LitPol Link – високовольтна лінія постійного струму між Польщею та Литвою, яка з’єднує балтійську систему передачі електроенергії з синхронною мережею континентальної Європи. 
Має потужність 500 МВт ( з можливістю збільшення до 1000 МВт) і з 2021 року може працювати в синхронному режимі. 

## Історія
У 2000 році Європейська комісія та ЄБРР погодилися профінансувати техніко-економічне обґрунтування з’єднання між Польщею та Литвою. 
Дослідження було завершено у вересні 2002 р. 

Очікується, що підключення збільшить рівень взаємозв’язку електроенергії в Польщі з 2% до 4%. 
 
LitPol включена до списку ЄС «Проекти спільного інтересу» в листопаді 2015 р. 

29 вересня 2006 року президент Польщі Лех Качинський і президент Литви Валдас Адамкус під час зустрічі у Варшаві підписали спільну декларацію з проекту спільної електромережі. 

Меморандум про взаєморозуміння щодо створення спільного оператора з’єднання підписаний між Lietuvos Energija та польським PSE-Operator у Вільнюсі 8 грудня 2006 року. 
Угода про акціонерну діяльність проектної компанії підписана 12 лютого 2008 року у Варшаві. 

Спільна проектна компанія LitPol Link заснована 19 травня 2008 року. 

З метою будівництва повітряної лінії 400 кВ між Елком і Ломжею «PSE-Operator» підписав контракт із польською будівельною компанією «PBE ELBUD Group» 12 вересня 2011 року. 

На початку 2013 року литовський системний оператор Litgrid уклав з ABB Group контракт на суму 110 мільйонів доларів США на постачання та встановлення першої трансформаторної станції HVDC неподалік від Алітуса, Литва. 

Будівництво лінії почалося в Алітуському районі 5 травня 2014 року. 

Лінія електроенергії LitPol почала працювати 9 грудня 2015 року того ж дня, передаючи до 200 МВт електроенергії з Польщі до Литви. 

Друга лінія потужністю 500 МВт має інший маршрут через Маріямполе. 

## Технічні особливості
З’єднання має 53-кілометрову дволанцюгову лінію 330 кВ від Круоніса до Алітуса, 1000 МВт зворотний перетворювач в Алітусі та 48-кілометрову дволанцюгову лінію 400 кВ від Алітуса до литовсько-польського кордону на стороні Литви, а також 106-кілометрову дволанцюгову лінію 400 кВ від кордону до Елка на польській стороні. 

Згідно з попереднім техніко-економічним обґрунтуванням, вартість з’єднання оцінюється в 237 мільйонів євро. 
З метою вдосконалення чинної енергетичної інфраструктури, включно з модернізацією ліній Польща — Німеччина та Польща — Чехія, Польща інвестувала додаткові 650 мільйонів євро, а Литва – 262 мільйони євро. 

З’єднання Литва – Польща було визначено проектом транс’європейських мереж ЄС. 
Початкова потужність міжсистемного зв’язку становить 500 МВт, з можливим збільшенням пропускної спроможності до 1000 МВт після завершення другої паралельної станції HVDC. 

## Станція HVDC
Станція HVDC Алітус розташована за 600 м на південний захід від чинної підстанції 330 кВ, яку також було розширено. Складається з двох конвертерів, кожен з яких розрахований на потужність передачі 500 МВт. 
Об’єкт має 200 м завдовжки та 170 м завширшки. 